# Impatiens lanessanii
Impatiens lanessanii är en balsaminväxtart som beskrevs av Joseph Dalton Hooker. Impatiens lanessanii ingår i släktet balsaminer, och familjen balsaminväxter. Inga underarter finns listade i Catalogue of Life.